# Milan Horácek
Milan Horácek este un om politic german, membru al Parlamentului European în perioada 2004-2009 din partea Germaniei.
1. ↑  basic data about the members of the Bundestag, accesat în 13 aprilie 2018
2. 1 2  Seznam vydaných osvědčení účastníků odboje a odporu proti komunismu (în cehă), Ministerstvo obrany České republiky[*], accesat în 29 iunie 2021
3. ↑  Memory of Nations, accesat în 4 iulie 2021
4. ↑  Deputații în Parlamentul European
5. ↑  pace.coe.int
6. ↑  basic data about the members of the Bundestag, accesat în 28 decembrie 2018
7. ↑  Stadtverordnetenversammlung Frankfurt am Main (în engleză), accesat în 8 februarie 2025
8. 1 2  Číselník volebních stran - Volby do zastupitelstev obcí konané 23.09. – 24.09.2022 (în cehă), Český statistický úřad[*], accesat în 3 septembrie 2022